# レイチェル・ヤマガタ
レイチェル・ヤマガタ（Rachael Yamagata、1977年9月23日 - 、ヴァージニア州アーリントン生まれ）は、アメリカ合衆国のシンガーソングライター。

## 略歴
弁護士でハーバード大学を卒業した日系アメリカ人3世の父親と、美術家のイタリア系ドイツ人の母親のもとに、1977年9月23日にニューヨーク市で生まれる。メリーランド州モントゴメリー郡ベセスダにある私立女子校のHolton-Arms Schoolを卒業後、ノースウェスタン大学コミュニケーション学部とヴァッサー大学に通い、ヴァッサー大学を1996年に卒業した。

## ディスコグラフィ

### スタジオ・アルバム
- 『ハプンスタンス』 - Happenstance (2004年)
- 『エレファンツ / ティース・シンキング・イントゥ・ハート』 - Elephants... Teeth Sinking Into Heart (2008年)
- 『チェサピーク』 - Chesapeake (2011年)
- Acoustic Happenstance (2016年)
- Tightrope Walker (2016年)

### EP
- EP (2003年)
- 『ライヴ・アット・ザ・ロフト&モア…』 - Live at the Loft & More (2005年)
- Loose Ends (2008年)
- Covers EP (2011年)
- Heavyweight EP (2012年)
- Porch Songs EP (2018年)

### コンピレーション・アルバム
- The Very Best of Rachael Yamagata (2014年)

### シングル
- "Worn Me Down" (2003年)
- "Letter Read" (2004年)
- "1963" (2004年)
- "Be Be Your Love" (2004年)
- "River" (2005年)
- "Elephants" (2008年)
- "Faster" (2008年)
- "Sunday Afternoon" (2008年)
- "Starlight" (2011年)
- "Even If I Don't" (2011年)
- "You Won't Let Me" (2011年)
- "Nothing Gets By Here" (2012年)
- "I'm Not in Love" (2014年) ※10ccのカバー
- "Nobody" (2016年)
- "Over" (2016年)
- "Let Me Be Your Girl" (2016年)
- "Be Somebody's Love" (2018年)
- "It's Always The Little Things" (2018年) ※with Guo Ding

### Bumpus
- Bumpus (1999年)
- Steroscope (2001年)

### 参加アルバム
- ジェイソン・ムラーズ : 『MR.A-Z』 - Mr. A–Z (2005年) ※「Did You Get My Message?」等に参加
- マンディ・ムーア : 『ワイルド・ホープ』 - Wild Hope (2005年) (2007年) ※「Ladies' Choice」等に参加